# 弗羅拉 (伊利諾伊州)
弗羅拉（英語：Flora）是一個位於美國伊利諾伊州克萊縣的城市。

## 地理
弗羅拉的座標為38°40′18″N 88°28′30″W / 38.67167°N 88.47500°W，而該地的平均海拔高度為147米（即482英尺）。

## 人口
根據2010年美國人口普查的數據，弗羅拉的面積為12.32平方千米，當中陸地面積為12.31平方千米，而水域面積為0.01平方千米。當地共有人口5070人，而人口密度為每平方千米411.53人。